# Eusthenia
Eusthenia é um género de insecto da família Eustheniidae.
Este género contém as seguintes espécies:
- Eusthenia costalis
- Eusthenia lacustris
- Eusthenia nothofagi
- Eusthenia reticulata
- Eusthenia spectabilis
- Eusthenia venosa